# Kita Iwo Jima
Kita Iwo Jima (北 硫黄 島, ilha Enxofre do Norte), oficialmente Kita Iwo To, é uma pequena ilha vulcânica desabitada, com 5.57km² de área e 8 km de linha de costa, sita no extremo norte do grupo insular das ilhas Vulcano, parte do arquipélago das ilhas Ogasawara do Japão. O ponto mais alto da ilha, na realidade o topo emerso de um grande estratovulcão submarino, denominado Sakagigamine (榊ヶ峰/さかきがみね) está a 792 m acima do nível médio do mar. A outra elevação da ilha, denominada Shimizu (清水峰), tem 665 m de altitude.

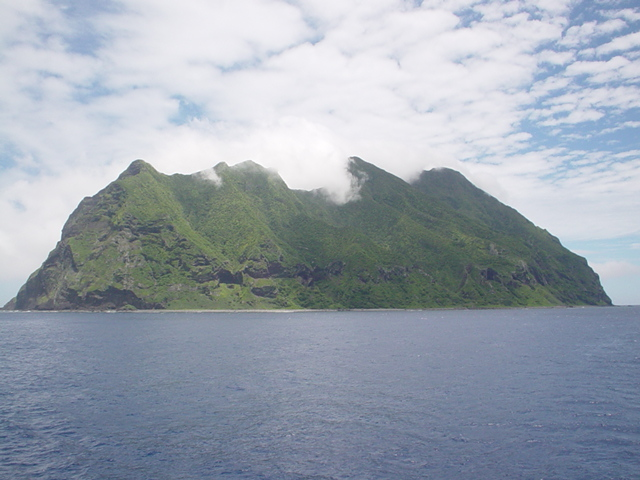
Kita Iwo To vista do mar.

A ilha situa-se 80 km ao norte de Iwo Jima, 207 km a SSW de Chichijima e 1170 km a sul de Tóquio, a cuja prefeitura administrativamente pertence.
A o nome da ilha foi oficialmente mudado a 18 de Junho de 2007 para Kita Iwo To, o nome que ostentava antes da Segunda Guerra Mundial. 